# Regionalgeschichte
Regionalgeschichte ist die Bezeichnung für geschichtswissenschaftliche Studien unter Aspekten der Regionalität. Sie unterscheidet sich dezidiert von der Landesgeschichte dadurch, dass über den Bereich von staatlichen oder sonstigen verwalterischen Grenzziehungen hinaus geografische Räume in den Fokus historischer Fragestellungen genommen werden.